# Mặt hàng thương mại
Một mặt hàng thương mại là một mặt hàng thuộc lĩnh vực thương mại. Nó là một thuật ngữ được sử dụng chủ yếu bởi những người trong quản lý chuỗi cung ứng và kỹ thuật hậu cần. Một thuật ngữ thường được sử dụng trong Tạp chí của Lewis và Clark.